# Кратет Фіванський

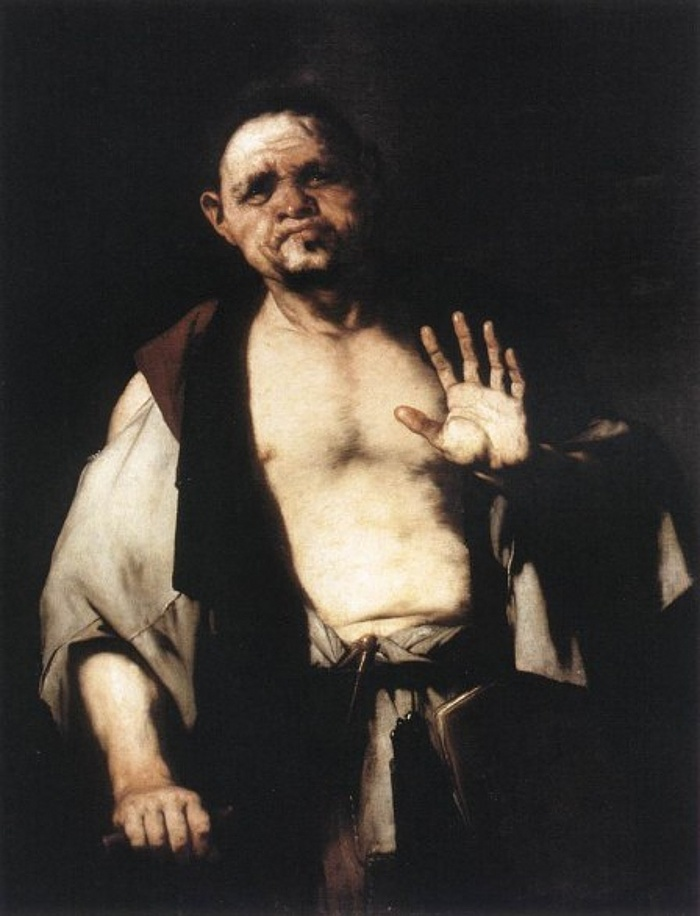
Кратет Фіванський. Лука Джордано. Близько 1650, Рим, Палаццо Барберіні

Кратет Фіванський (застар. Кратес, IV ст. до н. е. — III ст. до н. е.) — давньогрецький філософ-кінік, найвідоміший учень Діогена Синопського.

## Біографія
Кратет, син Асконда, фіванець. Відмовившись від свого майна, вів мандрівне життя, з братом Метроклом та своєю жінкою Гіппархією, яка носила чоловічий одяг. Він обернув все своє майно на гроші, розподілив їх між громадянами, сам же «кинувся в філософію з таким завзяттям, що навіть потрапив у вірші Филемона, комічного поета».
Помер Кратет в похилому віці і був похований в Беотії.
Його учнями були: Метрокл (із Меронеї), Гіппархія (сестра Метрокла), а також Зенон Кітіонський, засновник школи стоїцизму.